# 名取未貴
名取未貴（なとり みき、1989年1月31日 - ）は、東京都出身の女優、モデル。血液型A型。サンミュージックブレーン所属。

## 主な出演

### 舞台
- 2001年　ジョーズカンパニー「ココ・スマイル2」in　ティアラこうとう大ホール（チャッピー役）

### ミュージカル
- 1999年　ファミリーミュージカル「オズの魔法使い」
- 2000年　ファミリーミュージカル　「新　オズの魔法使い」　（8/4〜30　新宿コマ劇場）
- 2000年 「生命のコンサート」音楽劇「赤毛のアン」（アン子役）国連クラシックライブ実行委員会主催（東京国際フォーラム）
- 2002年　一時芸能活動お休み
- 2002年　ハワイに留学
- 2005年　オーストラリアに留学中